# Трохофора
Трохофора је тип ларве присутан у трохофорним филумима протостомских бескичмењака - на пример код мекушаца, чланковитих црва, ехиура. Управо постојање трохофоре, паралелно са подацима молекуларних истраживања, повезује ове типове животиња - претпоставља се да је трохофора карактеристика животног циклуса последњег заједничког претка ових група.

## Грађа ларве
Сама ларва се карактерише низовима цилија и најчешће се храни планктоном. На телу трохофоре могу се видети низови трепљи (цилија) које су најчешће вишећелијске. Током развића најпре се на апексу формира прототрох, који се шири у круг трепљи у чијем центру настаје апикални чуперак. Потом се формирају и остали низови трепљи - адорална цилијарна зона, метатрох, неуротрох.
Екскрециони систем представљен је протонефридијама, које настају рано у развићу, паралелно са диференцијацијом црева. Нервни систем је серотонергичан. Чула готово да и нема. Једини чулни орган јој је очна мрља или стигма која се оријентише ка смеру светлости.
Касније у току развића, ларва код неких група постаје сегментисана. Од трохофоре настају метатрохофора, науплијус, и још неки типови ларви.